# Tomás Rodríguez Bolaños
Tomás Manuel Rodríguez Bolaños (Valladolid, 1 de enero de 1944- Bermeo, 2 de noviembre de 2018) fue un técnico industrial y político español del Partido Socialista Obrero Español, alcalde de su ciudad natal entre 1979 y 1995.

## Biografía
Nació en Valladolid el 1 de enero de 1944 en una familia democristiana que había sido afín a la CEDA durante la Segunda República. En 1975 ingresó en el Partido Socialista Obrero Español y en la Unión General de Trabajadores (UGT).
En 1979 el PSOE ganó las elecciones municipales del 3 de abril en Valladolid. Con el apoyo de cuatro concejales comunistas, Rodríguez Bolaños fue investido alcalde, tomando posesión el 20 de abril de 1979. Revalidó su mandato tras las elecciones de 1983, 1987 y 1991.

### Alcalde de Valladolid
Durante los dieciséis años que fue alcalde de Valladolid, su acción de gobierno consistió en equilibrar el centro de la ciudad (más desarrollado) con la periferia y los barrios populares.
De tal modo se llevó a cabo una política de dotación de sistemas generales (centros cívicos, colegios, polideportivos, institutos, parques públicos) para aquellas zonas de la ciudad que carecían de ellos, como Barrio de Las Delicias, barrio de Pajarillos, barrio de La Rondilla, barrio de La Pilarica; así como una intensa acción de pavimentación y asfaltado en las zonas de la ciudad que lo requerían.
Además se realizaron las primeras peatonalizaciones del centro de la ciudad, donde se potenció una importante malla comercial (calle de Santiago, calle de Teresa Gil, calle de Mantería).

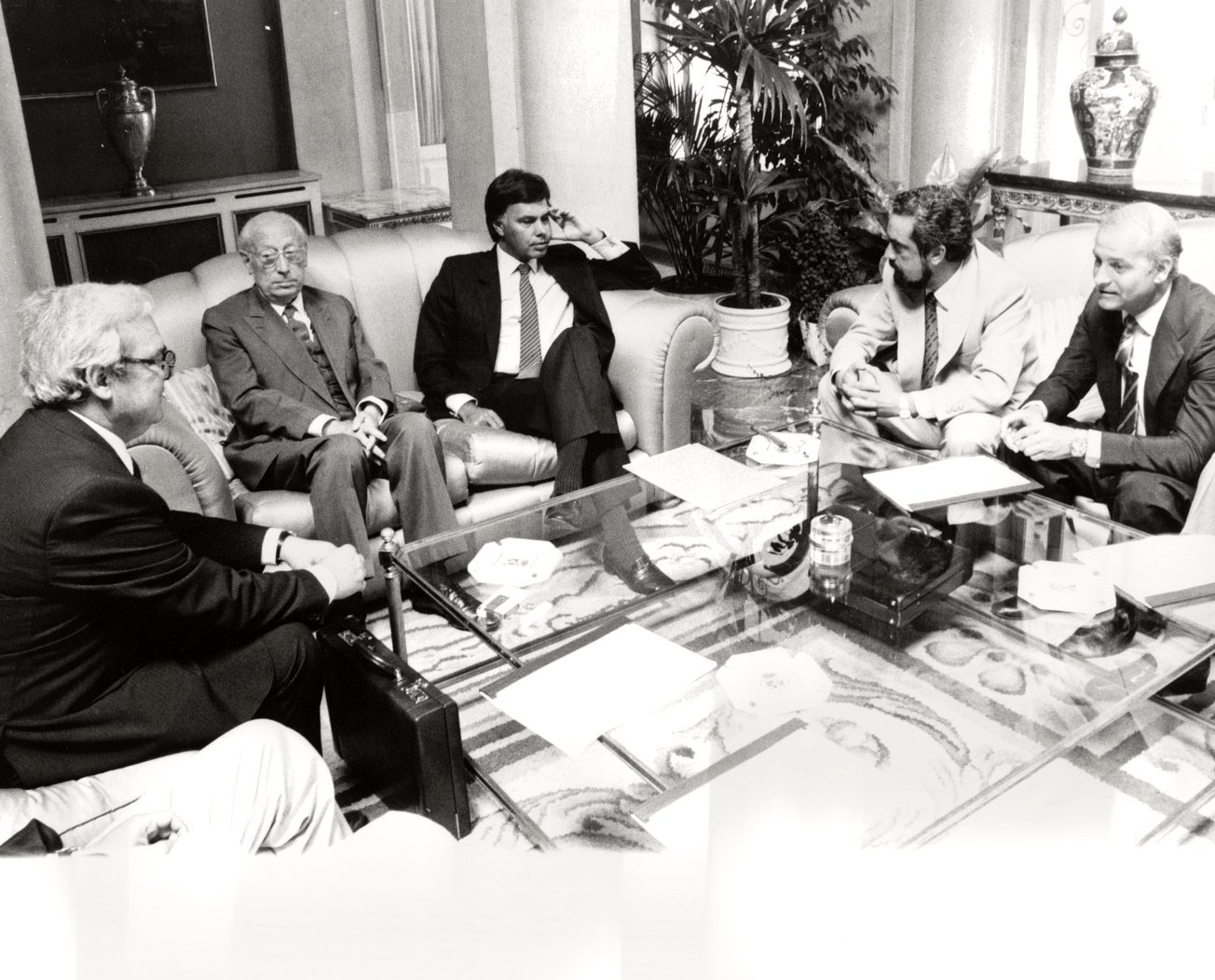
Recibido por Felipe González en La Moncloa junto con Enrique Tierno Galván en junio de 1985.

En los primeros años de gobierno, se cambiaron también los nombres de numerosas calles de la ciudad, restableciendo los nombres que tenían las mismas antes del periodo franquista.
En lo que se refiere a urbanismo, se aprobó el PGOU de Valladolid (1984), en el que se dispone la protección del casco histórico de la ciudad a través de un Plan Especial del Casco Histórico (PECH) con el fin de detener la destrucción de viviendas antiguas y patrimonio llevado a cabo en la ciudad especialmente durante la década de 1960 y 1970. Asimismo, surgieron los barrios de Covaresa y Parquesol y se llevó a cabo la restauración del barrio tradicional de San Nicolás mediante un ARI (Área de Reforma Integral).
Asimismo en el PGOU de 1984 se dispone la realización de un Plan Especial para la protección de las riberas del Pisuerga (no realizado durante su mandato) y la elaboración del Plan Especial del río Esgueva (1992).
El 1 de diciembre de 1985, en la III Asamblea General de la Federación Española de Municipios y Provincias (FEMP), fue elegido presidente de la organización en sustitución del alcalde de Zaragoza Ramón Sainz de Varanda.
En 1989 se firma un convenio con la Junta de Castilla y León para el realojamiento de población marginada de etnia gitana residente en el desaparecido Poblado de la Esperanza. En 1991 comienzan los primeros realojos que concluirán en 2003 (siendo alcalde Francisco Javier León de la Riva).
El 12 de septiembre de 1990, Valladolid estrenaba el primer autobús ecológico de España y segundo de Europa, un Pegaso 6038 de AUVASA.
En cuanto a infraestructuras se firman acuerdos con el Ministerio de Obras Públicas y Urbanismo para la realización de la Ronda Norte (concluida en 1989), Ronda Oeste (terminada en 1993) y Ronda Este (1995).
Durante su última etapa de gobierno se llevó a cabo el proyecto del traslado del Mercado Central de Abastos, situado en el barrio de Pajarillos, para instalarlo entre la avenida de Burgos, la Ronda Norte y el río Pisuerga, recibiendo el nombre de Mercaolid, y la construcción del Emisario de la Margen Izquierda del río Pisuerga (concluida el 24 de mayo de 1995, con una longitud de 5843 metros que va desde la calle de Santiago-Paseo de Zorrilla-Camino Viejo de Simancas), así como el proyecto de la futura Estación Depuradora de Aguas Residuales (EDAR) realizada durante el mandato de su sucesor.
Finalmente, en las elecciones de mayo de 1995, el candidato del Partido Popular, Francisco Javier León de la Riva, obtuvo mayoría absoluta para gobernar la ciudad de Valladolid, dejando, por tanto, de ser alcalde Tomás Rodríguez Bolaños el 23 de junio de 1995.

### Resto de carrera política
Desempeñó cargos de diputado en el Congreso entre 1993 y 2004, senador entre 2004 y 2008, procurador en las Cortes de Castilla y León entre 1983 y 1987 y presidente de la Federación Española de Municipios y Provincias entre 1985 y 1991.
Entre 2004 y 2008 ejerció de presidente del Partido Socialista de Castilla y León. Fue presidente de la Agrupación Socialista de Gran Ciudad de Valladolid.
Falleció el 2 de noviembre de 2018 al sobrevenirle un desvanecimiento mientras ascendía por las escaleras a la ermita del peñón de San Juan de Gaztelugache en Vizcaya.